# Жизнь наверху
«Жизнь наверху» (англ. Life at the Top, букв. «жизнь на вершине») — роман английского писателя Джона Брэйна, опубликованный в 1962 году. Продолжение романа «Путь наверх», в котором рассказывается о том, как сложилась судьба главного героя, Джо Лэмптона, десять лет спустя.
Роман экранизирован. Русский перевод Татьяны Кудрявцевой и Татьяны Озёрской вышел уже в 1963 году.

## Сюжет
Действие происходит спустя десять лет после событий первого романа. Джо Лэмптону «перевалило за тридцать пять», он десять лет женат на Сьюзен Браун, они живут в собственном доме и у них двое детей. Со старшим сыном Гарри, который учится в элитной школе-интернате, у Джо не складываются взаимоотношения, однако младшую дочь, четырёхлетнюю Барбару, он очень любит. Родители Сьюзен, как кажется Джо, давно разочаровались в нём, и сам он испытывает неудовлетворённость от своей жизни. Тем не менее, Джо, работающему в компании своего тестя, во время командировки в Лондон неожиданно удаётся заключить выгодный контракт, и Браун предлагает ему стать депутатом муниципального совета Уорли от партии консерваторов. Джо соглашается, хотя и равнодушен к общественной и политической деятельности.
Однажды в церкви во время воскресной службы Джо замечает молодую женщину, которая поражает его красотой и спокойствием. Позже он узнаёт, что это недавно овдовевшая Нора Хаксли из редакции местной газеты. Интерес к Норе со стороны Джо растёт, хотя за всё время брака со Сьюзен он никогда не изменял ей и не планирует покидать её. Однако однажды, после очередной поездки в Лондон, Джо возвращается домой на день раньше и обнаруживает, что Сьюзен изменяет ему с Марком, другом семьи, только недавно примирившемся со своей женой из-за постоянных романов на стороне. Сьюзен разрывает с Марком, и Джо после колебаний решает остаться со Сьюзен. При этом у него вспыхивает роман с Норой, который позволяет ему забыть об измене жены.
Джо кажется, что он по-настоящему полюбил Нору, и он подумывает о том, чтобы разойтись со Сьюзен и жениться на Норе, тем более что раньше конкурент Брауна предлагал ему место в своей компании. Нора уезжает в Лондон, где находит новую работу. Джо узнаёт, что его предложение по развитию вычислительного центра в компании не было одобрена Брауном, и что без всякого обсуждения с ним фирма Брауна начала слияние с другой большой фирмой. Джо впадает в депрессию, чувствуя, что если не предпримет что-то прямо сейчас, его планам на соединение с Норой также не суждено сбыться. На очередном голосовании в муниципальном совете он голосует против предложения Брауна, настраивая того против себя, а вечером сообщает жене, что уходит от неё. Сьюзен признаётся, что Барбара родилась не от Джо, её отцом также является Марк. Джо уезжает в Лондон к Норе.
В Лондон Джо не делает попыток устроиться на работу, предпочитая некоторое время «плыть по течению». Неожиданно приезжает его тёща миссис Браун. Хотя Джо уверен, что родители Сьюзен ненавидят его, миссис Браун говорит, что она всегда ценила Джо, а сейчас приехала, чтобы сообщить, что Джо хотел видеть его сын Гарри. Джо признаётся Норе, что хочет поехать в Уорли, и Нора отпускает его, понимая, что он вряд ли вернётся. В Уорли Джо понимает, что любит детей и не хочет покидать их. Гарри рассказывает ему о проблемах в школе, и Джо обещает, что никогда не оставит его. Он остаётся в семье.

## История
Писатель Колин Уилсон, одно время друживший с Брэйном, вспоминает, что во время поездки вместе с ним и ещё несколькими знакомыми в Ленинград в июле 1960 года Брэйн говорил о том, что решил написать продолжение «Пути наверх», однако ещё не придумал сюжет. Одну из ключевых сцен романа, а именно незапланированное возвращение героя из командировки, Брэйн придумал вскоре после возвращения из СССР.

## Отзывы
Нина Михальская пишет о том, что во втором романе «Джон Брэйн убедительно раскрывает духовное фиаско Лэмптона, его капитуляцию перед миром зомби, живущем по своим законам, самый главный из который — приумножение материального благосостояния» По мнению литературоведа, счастливая концовка романа — «иллюзия», хотя при этом писатель и «не лишает своего героя надежды, видя её в любви к детям».
По мнению Михаила Веллера, если неоконченный роман Лермонтова «Княгиня Лиговская» был вариацией на тему «путь наверх», то «Герой нашего времени» стал его продолжением на тему «жизнь наверху».

## Экранизации
В 1965 году по роману был снят фильм «Жизнь наверху» (режиссёр Тед Котчефф), в котором, как и в первом фильме, главную роль сыграл Лоуренс Харви.

## Продолжение
В 1970—1972 годах был показан британский телесериал о Джо Лэмптоне «Мужчина наверху» (англ. Man at the Top), сценарий к которому написал Джон Брэйн. В сериале показана дальнейшая судьба Джо и его участие в бизнесе в 1970-е годы. Главную роль исполнил Кеннет Хэйг. В 1973 году вышел спин-офф сериала, полнометражный фильм с таким же названием «Мужчина наверху» (англ. Man at the Top) и также при участии Хэйга, в котором Брэйн уже не принимал участия. В этом фильме Джо, ставший директором фармацевтической компании, расследует инцидент с поставкой лекарств, приведших к бесплодию женщин в Африке.